# Майский кувырок
Майский кувырок (кат. El giravolt de maig) — комическая одноактная опера на каталанском языке Эдуарда Толдра. Либретто Жозепа Карнера. Премьера состоялась 27 октября 1928 года во Дворце каталонской музыки в Барселоне. Иронический панегирик о возврате к порядку через соблазны перемен и искушения. Одна из первых опер на каталанском языке.

## Действующие лица
- Розаура, танцовщица
- Жовита, хозяйка постоялого двора
- Голферик, семинарист в обличии рыцаря
- Перот де л´Арментера, грабитель с большой дороги
- Марко́, слуга на постоялом дворе
- Корвето́, вор из банды Перота

## Записи
- Edigsa 1968, Анна Риччи, Бартомеу Бардажи, Раймон Торрес, Франсеска Кальяо и др. Симфонический оркестр Каталонии.
- Harmonia Mundi 2008, Нурия Риал, Мариза Мартинс, Давид Алегрет, Жоан Каберо и др. Дирижёр Антони Рос Марба́